# ブルームスティック
ブルームスティック（Broomstick、1901年 - 1931年）は、アメリカ合衆国のサラブレッドの競走馬、および種牡馬。競走馬としてトラヴァーズステークスなどに優勝したのち、種牡馬として3年連続のリーディングサイアーとなった。1965年にアメリカ競馬殿堂入りを果たした。馬名は英語で箒の柄を意味する。

## 経歴
ミルトン・ヤングの運営するケンタッキー州のマクグラシアナスタッドで生まれたサラブレッドである。ブルームスティックはブラッド・ホースにおける記事中で「ポニーよりは大きい程度」と形容されるほど馬格が小さく、また一方でその精神面の強さが大きく評価されていた。
ブルームスティックは1歳のときに、ピッツバーグの炭鉱王にして競馬場所有者であったサミュエル・S・ブラウンに、同牧場の1歳馬10頭セットとして合計17000ドルで購入された。2歳時はピーター・ウィマー調教師のもとで競走馬としてデビューし、グレートアメリカンステークスなどのステークス競走3勝を挙げている。
3歳のときに調教師がボブ・タッカーに替わり、同調教師のもとでトラヴァーズステークスなどで優勝した。しかし同年のブルームスティックの挙げた勝鞍で最も評価されたのはブライトンハンデキャップの一戦で、古馬を相手にしながら2分2秒80の勝ち時計で優勝し、当時のダート10ハロン（約2012メートル）のアメリカレコードを塗り替える快挙を成し遂げた。この記録はその後9年間破られることがなかった。
4歳時も競走を続け、15戦5勝の戦績を挙げているが、ステークス競走ではセンチュリーカップ2着が最高と結果を残せなかった。その大きな要因となったのが同年3歳になったサイゾンビーの活躍であり、センチュリーカップにおいてもサイゾンビーに2馬身離されて敗れている。

## 引退後
1906年に引退し、ブラウンの所有するケンタッキー州レキシントンセニョリータスタッド（現ケンタッキーホースパーク）で種牡馬となった。その同年に所有者であったブラウンが没したが、ブルームスティックはその後もしばらく同牧場に留め置かれた。
その後の1908年11月23日に、当時のホイットニー家の当主であったハリー・ペイン・ホイットニーに7250ドルで購入された。ホイットニーはブルームスティックの初年度産駒であるウィスクブルーム（ウィスクブルームII）の所有者で、それを購入と管理を担当した調教師のアンドリュー・ジャクソン・ジョイナーによる強い勧めでブルームスティックの購入を決めている。ブルームスティックはまずニュージャージー州のブルックデールファームに移され、後にケンタッキー州のホイットニーファーム（現ゲインズウェイファーム）に移動した。
平均産駒数は1年で11頭ほどと少なかったが、その生涯で出した産駒280頭のうち74%が勝ち上がりを決め、さらに25%（全部で69頭）はステークス競走勝ち馬という、非常に内容の濃いものであった。これらの産駒の活躍もあり、ブルームスティックは1913年から3年間に亘ってアメリカリーディングサイアーに輝いている。
ブルームスティックの産駒を代表する馬として、史上初の牝馬によるケンタッキーダービー制覇を成し遂げた1912年生のリグレット、初のニューヨークハンデキャップ三冠を達成したウィスクブルームがいる。この他では14歳まで走り続けて266戦78勝を挙げたティッピーウィケット（Tippity Witchet 1915年生、せん馬）、イギリスで競走生活を送って2000ギニーに優勝したスウィーパー（Sweeper 1909年生、牡馬）などがいる。後継種牡馬としてはウィスクブルームなどが活躍したが、現在ではその子孫は残っていない。
ブルームスティックは没する間際の30歳でも種付けをこなしていた。1931年3月24日に死亡し、同牧場の墓地のウィスクブルームの隣に埋葬された。

## 評価

### 主な勝鞍
※当時はグレード制未導入
1903年（2歳） 9戦3勝
グレートアメリカンステークス、ジュヴェナイルステークス、エクスペクテイションステークス
2着 - サラトガスペシャル、ウォルデンステークス、フラットブッシュステークス、グレートトライアルステークス、スプリングステークス
1904年（3歳） 15戦6勝
トラヴァーズステークス、ブライトンハンデキャップ、フライングハンデキャップ
2着 - マーチャンツ&シチズンズカップ、ヒンドゥーカップ
1905年（4歳） 15戦5勝
2着 - センチュリーカップ

### 種牡馬成績
- 1913年-1915年 - アメリカリーディングサイアー
- 1932年・1933年 - アメリカリーディングブルードメアサイアー

### 表彰
- 1956年 - アメリカ競馬名誉の殿堂博物館により、殿堂馬として選定される。

## 血統

### 血統表
| ブルームスティックの血統（ウェイバリー系（エクリプス系） / 5代内アウトブリード） | ブルームスティックの血統（ウェイバリー系（エクリプス系） / 5代内アウトブリード） | ブルームスティックの血統（ウェイバリー系（エクリプス系） / 5代内アウトブリード） | （血統表の出典）   | （血統表の出典） |
| 父 Ben Brush 1893 鹿毛 アメリカ                                                  | 父の父Bramble 1875 鹿毛 アメリカ                                                 | Bonnie Scotland                                                                  | Iago               | Iago             |
| 父 Ben Brush 1893 鹿毛 アメリカ                                                  | 父の父Bramble 1875 鹿毛 アメリカ                                                 | Bonnie Scotland                                                                  | Queen Mary         |                  |
| 父 Ben Brush 1893 鹿毛 アメリカ                                                  | 父の父Bramble 1875 鹿毛 アメリカ                                                 | Ivy Leaf                                                                         | Australian         | Australian       |
| 父 Ben Brush 1893 鹿毛 アメリカ                                                  | 父の父Bramble 1875 鹿毛 アメリカ                                                 | Ivy Leaf                                                                         | Bay Flower         |                  |
| 父 Ben Brush 1893 鹿毛 アメリカ                                                  | 父の母Roseville 1888 鹿毛 アメリカ                                               | Reform                                                                           | Leamington         | Leamington       |
| 父 Ben Brush 1893 鹿毛 アメリカ                                                  | 父の母Roseville 1888 鹿毛 アメリカ                                               | Reform                                                                           | Stolen Kisses      |                  |
| 父 Ben Brush 1893 鹿毛 アメリカ                                                  | 父の母Roseville 1888 鹿毛 アメリカ                                               | Albia                                                                            | Alarm              | Alarm            |
| 父 Ben Brush 1893 鹿毛 アメリカ                                                  | 父の母Roseville 1888 鹿毛 アメリカ                                               | Albia                                                                            | Elastic            |                  |
| 母 Elf 1893 栗毛 イギリス                                                        | 母の父Galliard 1880 青鹿毛 イギリス                                              | Galopin                                                                          | Vedette            | Vedette          |
| 母 Elf 1893 栗毛 イギリス                                                        | 母の父Galliard 1880 青鹿毛 イギリス                                              | Galopin                                                                          | Flying Duchess     |                  |
| 母 Elf 1893 栗毛 イギリス                                                        | 母の父Galliard 1880 青鹿毛 イギリス                                              | Mavis                                                                            | Macaroni           | Macaroni         |
| 母 Elf 1893 栗毛 イギリス                                                        | 母の父Galliard 1880 青鹿毛 イギリス                                              | Mavis                                                                            | Merlette           |                  |
| 母 Elf 1893 栗毛 イギリス                                                        | 母の母Sylvabelle 1887 栗毛 イギリス                                              | Bend Or                                                                          | Doncaster          | Doncaster        |
| 母 Elf 1893 栗毛 イギリス                                                        | 母の母Sylvabelle 1887 栗毛 イギリス                                              | Bend Or                                                                          | Rouge Rose         |                  |
| 母 Elf 1893 栗毛 イギリス                                                        | 母の母Sylvabelle 1887 栗毛 イギリス                                              | Saint Editha                                                                     | Kingley Vale       | Kingley Vale     |
| 母 Elf 1893 栗毛 イギリス                                                        | 母の母Sylvabelle 1887 栗毛 イギリス                                              | Saint Editha                                                                     | Lady Alice F-No.16 |                  |

### 母について
母馬エルフは元はジェームズ・ロバート・キーンの牧場に繋養されていた繁殖牝馬で、ベンブラッシュを交配されながらも不妊症だと疑われたために売却された馬であった。マディソン・スクエア・ガーデンで行われたセリ市において約250ドルで売却されたエルフであったが、その売却先のヤングの牧場で初仔としてブルームスティックを産んだ。
母エルフの産駒にはブルームスティック以外にも、モンゴメリーハンデキャップ勝ち馬のブルームハンドル（Broomhandle 1902年生、牡馬）がいる。他に目立った成績の馬はいないが、1905年生の牝馬は「ウィスクブルーム」と名付けられて競走生活を送っており、後にブルームスティック産駒のウィスクブルームがアメリカに輸入された際に「ウィスクブルームII」と呼ばれる要因になった。